# Mistrzostwa Polski Seniorów w Lekkoatletyce 1978
54. Mistrzostwa Polski Seniorów w Lekkoatletyce – zawody, które rozgrywane były w Warszawie na stadionie RKS Skra między 9 a 11 lipca 1978.

## Rezultaty
| NR – rekord Polski \| SB – najlepszy wynik w sezonie \| PB – rekord życiowy |

### Mężczyźni
| Konkurencja:                  | 1. miejsce                                                                      | Rezultat  | 2. miejsce                                                                        | Rezultat  | 3. miejsce                                                                        | Rezultat  |
| Bieg na 100 m                 | Marian Woronin Legia Warszawa                                                   | 10,45     | Leszek Dunecki AZS Warszawa                                                       | 10,53     | Zenon Licznerski Legia Warszawa                                                   | 10,58     |
| Bieg na 200 m                 | Leszek Dunecki AZS Warszawa                                                     | 21,13     | Marian Woronin Legia Warszawa                                                     | 21,15     | Zenon Licznerski Legia Warszawa                                                   | 21,18     |
| Bieg na 400 m                 | Ryszard Podlas Śląsk Wrocław                                                    | 46,18     | Jerzy Pietrzyk Gwardia Warszawa                                                   | 46,80     | Cezary Łapiński AZS Warszawa                                                      | 46,91     |
| Bieg na 800 m                 | Marian Gęsicki Zawisza Bydgoszcz                                                | 1:49,3    | Henryk Rodziejczak Olimpia Poznań                                                 | 1:49,8    | Andrzej Kupczyk Górnik Wałbrzych                                                  | 1:49,9    |
| Bieg na 1500 m                | Henryk Wasilewski Orkan Poznań                                                  | 3:42,8    | Jerzy Mydlarz Hutnik Kraków                                                       | 3:43,8    | Bogusław Mamiński Oleśniczanka                                                    | 3:44,2    |
| Bieg na 5000 m                | Jerzy Kowol Górnik Zabrze                                                       | 13:46,0   | Zenon Poniatowski Wawel Kraków                                                    | 13:46,4   | Ryszard Kopijasz Górnik Brzeszcze                                                 | 13:47,0   |
| Bieg na 10 000 m              | Andrzej Jarosiewicz Wawel Kraków                                                | 28:43,6   | Henryk Piotrowski Legia Warszawa                                                  | 28:44,1   | Zbigniew Pierzynka Wawel Kraków                                                   | 28:44,6   |
| Bieg na 110 m przez płotki    | Romuald Giegiel AZS Warszawa                                                    | 13,79     | Jan Pusty Orkan Poznań                                                            | 13,80     | Zbigniew Jankowski Spójnia Gdańsk                                                 | 13,92     |
| Bieg na 400 m przez płotki    | Krzysztof Węglarski AZS Poznań                                                  | 51,01 SB  | Ryszard Szparak Gwardia Olsztyn                                                   | 51,69     | Stefan Piecyk Pomorze Stargard                                                    | 51,86     |
| Bieg na 3000 m z przeszkodami | Bronisław Malinowski Olimpia Grudziądz                                          | 8:25,3    | Krzysztof Wesołowski Śląsk Wrocław                                                | 8:29,2    | Kazimierz Maranda ŁKS Łódź                                                        | 8:35,5    |
| Sztafeta 4 × 100 m            | Legia Warszawa Ryszard Wurch Marian Woronin Zenon Nowosz Zenon Licznerski       | 39,39     | Gwardia Warszawa Marek Bedyński Jerzy Wieczorek Jerzy Ługowski Janusz Zakościelny | 41,02     | AZS Warszawa Zdzisław Mioduszewski Andrzej Olszowy Jacek Rutkowski Leszek Dunecki | 41,07     |
| Sztafeta 4 × 400 m            | Gwardia Warszawa Jerzy Pietrzyk Henryk Galant Zbigniew Tomczok Andrzej Ajchorzt | 3:09,7    | AZS-Warszawa Edward Antczak Bogusław Frączek Cezary Łapiński Paweł Lankiewicz     | 3:10,3    | AZS Poznań Andrzej Baron Waldemar Twardowski Krzysztof Węglarski Marek Hoffa      | 3:10,4    |
| Chód na 20 km                 | Jan Ornoch Flota Gdynia                                                         | 1:26:46,5 | Bohdan Bułakowski Skra Warszawa                                                   | 1:26:46,5 | Bogusław Kmiecik Start Łódź                                                       | 1:26:48,9 |
| Skok wzwyż                    | Jacek Wszoła AZS Warszawa                                                       | 2,20      | Włodzimierz Perka Gwardia Warszawa                                                | 2,17      | Janusz Trzepizur Chemik Kędzierzyn                                                | 2,17      |
| Skok o tyczce                 | Władysław Kozakiewicz Bałtyk Gdynia                                             | 5,55      | Tadeusz Ślusarski Skra Warszawa                                                   | 5,50      | Mariusz Klimczyk Zawisza Bydgoszcz                                                | 5,40      |
| Skok w dal                    | Grzegorz Cybulski Lubtour Zielona Góra                                          | 7,96w     | Stanisław Szydłowski AZS Wrocław                                                  | 7,82      | Andrzej Korniak Lechia Gdańsk                                                     | 7,77w     |
| Trójskok                      | Michał Joachimowski BKS Bydgoszcz                                               | 16,64 SB  | Zbigniew Wojciechowski AZS Gdańsk                                                 | 16,54w    | Eugeniusz Biskupski Legia Warszawa                                                | 16,43     |
| Pchnięcie kulą                | Władysław Komar Polonia Warszawa                                                | 19,43     | Andrzej Bembnista Zawisza Bydgoszcz                                               | 18,78     | Edmund Antczak Lechia Gdańsk                                                      | 18,68     |
| Rzut dyskiem                  | Dariusz Juzyszyn AZS Wrocław                                                    | 61,20     | Olgierd Kurawicz Gwardia Warszawa                                                 | 60,90     | Miron Andrzejewski Gwardia Olsztyn                                                | 59,30     |
| Rzut młotem                   | Ireneusz Golda Orkan Poznań                                                     | 70,74     | Stanisław Lubiejewski Flota Gdynia                                                | 69,52     | Szymon Jagliński Flota Gdynia                                                     | 67,88     |
| Rzut oszczepem                | Roman Zwierzchowski Zawisza Bydgoszcz                                           | 82,30     | Piotr Bielczyk AZS Warszawa                                                       | 82,28     | Bernard Werner Bałtyk Gdynia                                                      | 78,88     |

### Kobiety
| Konkurencja:               | 1. miejsce                                                                         | Rezultat | 2. miejsce                                                                          | Rezultat | 3. miejsce                                                                             | Rezultat |
| Bieg na 100 m              | Grażyna Rabsztyn Gwardia Warszawa                                                  | 11,81    | Ewa Długołęcka Legia Warszawa                                                       | 11,91    | Grażyna Molik Lechia Gdańsk                                                            | 11,91    |
| Bieg na 200 m              | Małgorzata Gajewska Start Lublin                                                   | 24,42    | Barbara Cieśluk Legia Warszawa                                                      | 24,51    | Danuta Jędrejek Start Lublin                                                           | 24,61    |
| Bieg na 400 m              | Irena Szewińska Polonia Warszawa                                                   | 51,49    | Krystyna Kacperczyk Skra Warszawa                                                   | 52,66    | Genowefa Błaszak Orkan Poznań                                                          | 53,47    |
| Bieg na 800 m              | Jolanta Januchta Gwardia Warszawa                                                  | 2:04,0   | Elżbieta Katolik Wisła Kraków                                                       | 2:04,3   | Anna Bukis Skra Warszawa                                                               | 2:04,6   |
| Bieg na 1500 m             | Jolanta Januchta Gwardia Warszawa                                                  | 4:17,2   | Anna Bukis Skra Warszawa                                                            | 4:17,9   | Celina Sokołowska Wisła Kraków                                                         | 4:19,0   |
| Bieg na 3000 m             | Celina Sokołowska Wisła Kraków                                                     | 9:19,1   | Zofia Czerepińska Start Lublin                                                      | 9:22,5   | Urszula Prasek Pomorze Stargard                                                        | 9:24,6   |
| Bieg na 100 m przez płotki | Grażyna Rabsztyn Gwardia Warszawa                                                  | 12,85    | Zofia Bielczyk Polonia Warszawa                                                     | 13,01    | Elżbieta Rabsztyn Gwardia Warszawa                                                     | 13,01    |
| Bieg na 400 m przez płotki | Krystyna Kacperczyk Skra Warszawa                                                  | 57,26    | Genowefa Błaszak Orkan Poznań                                                       | 58,50    | Małgorzata Gajewska Start Lublin                                                       | 58,81    |
| Sztafeta 4 × 100 m         | Gwardia Warszawa Anita Tomczok Jolanta Stalmach Elżbieta Rabsztyn Grażyna Rabsztyn | 45,33    | Górnik Zabrze Irena Knur Cecylia Kloza Bogusława Kaniecka Helena Fliśnik            | 45,69    | Legia Warszawa Barbara Sochaczewska Magdalena Kozłowska Elżbieta Szulc Ewa Długołęcka  | 45,70    |
| Sztafeta 4 × 400 m         | Novi Kielce Emilia Cal Ewa Starościak Elżbieta Kapusta Barbara Kwietniewska        | 3:43,1   | Skra Warszawa Jadwiga Paśniewska Anna Bukis Katarzyna Sieradzka Krystyna Kacperczyk | 3:43,4   | Start Lublin Elżbieta Zielińska Hanna Sobczyszczak Małgorzata Gajewska Danuta Jędrejek | 3:43,6   |
| Skok wzwyż                 | Urszula Kielan Gwardia Warszawa                                                    | 1,88     | Barbara Pieczeńczyk Podlasie Białystok                                              | 1,86     | Danuta Bułkowska Victoria Racibórz                                                     | 1,84     |
| Skok w dal                 | Teresa Marciniak Włókniarz Aleksandrów                                             | 6,40     | Krystyna Mądry Lubtour Zielona Góra                                                 | 6,39     | Anna Włodarczyk AZS Warszawa                                                           | 6,24     |
| Pchnięcie kulą             | Beata Habrzyk Górnik Zabrze                                                        | 18,08    | Ludwika Chewińska Gwardia Warszawa                                                  | 17,70    | Bożena Wojciekian AZS Wrocław                                                          | 16,89    |
| Rzut dyskiem               | Danuta Gwardecka Gwardia Warszawa                                                  | 54,32    | Janina Kosiba Hutnik Kraków                                                         | 53,86    | Danuta Jabłońska Zawisza Bydgoszcz                                                     | 53,54    |
| Rzut oszczepem             | Bernadetta Blechacz Lechia Gdańsk                                                  | 59,60    | Felicja Kinder KKS Kluczbork                                                        | 53,64    | Maria Jabłońska Orkan Poznań                                                           | 51,26    |

## Biegi przełajowe
50. mistrzostwa Polski w biegach przełajowych rozegrano 12 marca w Oleśnicy. Kobiety rywalizowały na dystansie 3 kilometrów, a mężczyźni na 6 km i na 12 km. W biegu na 6 kilometrów zdarzył się niecodzienny przypadek – dwóch zawodników przybiegło równocześnie jako pierwszych i obu przyznano złote medale.

### Mężczyźni
| Konkurencja:            | 1. miejsce                                               | Rezultat | 2. miejsce                       | Rezultat | 3. miejsce                    | Rezultat |
| Bieg przełajowy (6 km)  | Bogusław Mamiński Oleśniczanka Adam Rogowski AZS Wrocław | 16:09,6  |                                  |          | Wiktor Sawicki Wawel Kraków   | 16:10,8  |
| Bieg przełajowy (12 km) | Henryk Piotrowski Legia Warszawa                         | 35:25,9  | Andrzej Jarosiewicz Wawel Kraków | 35:26,0  | Zbigniew Sawicki Wawel Kraków | 35:28,0  |

### Kobiety
| Konkurencja:           | 1. miejsce                     | Rezultat | 2. miejsce                      | Rezultat | 3. miejsce                      | Rezultat |
| Bieg przełajowy (3 km) | Celina Sokołowska Wisła Kraków | 10:48,0  | Krystyna Zając Górnik Wałbrzych | 10:49,4  | Monika Geisler Gwardia Warszawa | 10:58,8  |

## Półmaraton
Półmaraton mężczyzn odbył się 2 kwietnia w Krakowie. Rywalizowano na dystansie 20 kilometrów.
| Konkurencja: | 1. miejsce                      | Rezultat  | 2. miejsce                     | Rezultat  | 3. miejsce                       | Rezultat  |
| Półmaraton   | Zbigniew Pierzynka Wisła Kraków | 1:01:34,8 | Ryszard Chudecki Hutnik Kraków | 1:01:37,4 | Andrzej Sajkowski Legia Warszawa | 1:01:39,1 |

## Chód na 50 km
Zawody mistrzowskie w chodzie na 50 kilometrów mężczyzn rozegrano 16 kwietnia w Gdyni. Zwycięzca Jan Ornoch ustanowił czasem 4:03:18,4 najlepszy wynik w historii Polski.
| Konkurencja:  | 1. miejsce              | Rezultat     | 2. miejsce                  | Rezultat     | 3. miejsce                     | Rezultat     |
| Chód na 50 km | Jan Ornoch Flota Gdynia | 4:03:18,4 NR | Bogusław Kmiecik Start Łódź | 4:03:58,9 PB | Feliks Śliwiński Lechia Gdańsk | 4:06:14,8 SB |

## Maraton
Maratończycy (tylko mężczyźni) rywalizowali 28 maja w Dębnie. Zawody miały obsadę międzynarodową; zgłoszono 118 zawodników z 10 państw. W biegu zwyciężył Ryszard Marczak przez Henrym Olsenem z Norwegii (czas 2:17:02,7) i Clovisem Moralesem z Hondurasu (czas 2:17:58,6).
| Konkurencja: | 1. miejsce                        | Rezultat  | 2. miejsce                    | Rezultat  | 3. miejsce                       | Rezultat  |
| Maraton      | Ryszard Marczak Zawisza Bydgoszcz | 2:15:27,0 | Zbigniew Sawicki Wawel Kraków | 2:18:06,1 | Andrzej Jarosiewicz Wawel Kraków | 2:18:18,3 |

## Wieloboje
Mistrzostwa w dziesięcioboju mężczyzn i pięcioboju kobiet zostały rozegrane 24 i 25 czerwca w Spale.

### Mężczyźni
| Konkurencja:  | 1. miejsce                     | Rezultat  | 2. miejsce                    | Rezultat  | 3. miejsce                | Rezultat  |
| Dziesięciobój | Ryszard Katus Gwardia Warszawa | 7678 pkt. | Marek Kubiszewski AZS Wrocław | 7304 pkt. | Henryk Sokół Wawel Kraków | 7115 pkt. |

### Kobiety
| Konkurencja: | 1. miejsce                 | Rezultat  | 2. miejsce                      | Rezultat  | 3. miejsce                       | Rezultat  |
| Pięciobój    | Danuta Cały Zagłębie Lubin | 4209 pkt. | Bogusława Potalej Bałtyk Gdynia | 4082 pkt. | Grażyna Niestój Gwardia Warszawa | 4081 pkt. |